# Dendrelaphis bifrenalis
Espèce
Synonymes
- Dendrophis bifrenalis Boulenger, 1890

Statut de conservation UICN

 LC  : Préoccupation mineure
Dendrelaphis bifrenalis est une espèce de serpents de la famille des Colubridae.

## Répartition
Cette espèce est endémique du Sri Lanka. Sa présence est incertaine en Inde.

## Description
Dendrelaphis bifrenalis est un serpent arboricole diurne. Dans sa description Boulenger indique que les spécimens en sa possession mesurent environ 105 cm dont 35 cm pour la queue.

## Publication originale
- Boulenger, 1890 : The Fauna of British India, Including Ceylon and Burma. Reptilia and Batrachia, p. 1-541 (texte intégral).